# Meau
Meau Hewitt est une autrice-compositrice-interprète néerlandaise née le 10 mai 2000 à Blaricum qui se produit sous le nom de MEAU.

## Biographie

### Jeunesse
Meau Hewitt grandit à Weesp et fréquente le Vechtstede College,. Elle prend des cours de chant et de piano dès l'âge de cinq ans et chante avec la chorale de Kinderen voor Kinderen pendant trois ans (2008-2011).
Après le lycée, elle suit le cours préparatoire au département pop du Conservatoire d'Amsterdam. Durant cette période, elle se concentre sur l'écriture de paroles néerlandaises, inspirée par des artistes tels que Eefje de Visser et Spinvis. À Utrecht, elle suit le cursus pop/rock à l' Académie Herman Brood en 2021,[source insuffisante]. Son premier EP Kalmte sort en juin 2021.

### Carrière
Sa première chanson Kalmte sort le 4 septembre 2020. Hewitt appelle 3FM pour demander s'il est possible de promouvoir son single elle-même, sans l'aide d'un professionnel. Elle ne sait pas qu'elle est alors en direct à la radio dans l'émission du midi de Timur Perlin. C'est en partie grâce à cette action spontanée que 3FM lui accordr une diffusion régulière et qu'elle devient connue d'un public radiophonique plus large. Perlin promet à Hewitt de devenir son agent. Plus tard, elle attire également l'attention de NPO Radio 2 avec sa musique en néerlandais.
Pendant le deuxième confinement (à la suite de l'épidémie de Covid-19), MEAU sort le single Weet, qui se retrouve sur la playlist NPO 3FM. Afgesloten sort en février 2021 et figure également sur la playlist de NPO 3FM ainsi que de NPO Radio 2. Elle produit cette chanson avec Blanks. Au cours du premier semestre 2021, elle travaille à plein temps pour terminer son premier EP Kalmte. Il sort le 25 juin 2021 et contient six chansons personnelles qui décrivent ses sentiments et son développement personnel durant l'année écoulée. En raison de la crise du coronavirus, elle n'a pas pu se produire devant un public pendant longtemps. Sa première représentation publique a eu lieu le 12 juin 2021 en première partie de Racoon,[source insuffisante].
En septembre 2021, MEAU sort le single Dat heb jij gedaan,. La chanson entre dans le Tipparade du Top 40 néerlandais à la fin du mois,. Peu de temps après, MEAU remporte le 3FM Talent Award.
En septembre 2023, elle participe à l'émission télévisée Best Singers.
Le 1er février 2024, elle sort la chanson Stukje van mij, qui parle d'harcèlement en ligne pour laquelle elle remporte un Webby Awards en 2025.

## Prix
- 2022 : Edison dans la catégorie Nouveau venu[16].
- 2024 : Edison dans la catégorie Album avec son premier album 22.